# Manheim (New York)
Pour les articles homonymes, voir Manheim (Kerpen) et Manheim (Pennsylvanie).
Manheim est une ville du comté de Herkimer, situé dans l'État de New York, aux États-Unis.

## Lieux et Communautés à Manheim
- East Canada Lake
- Dolgeville
- East Creek
- Five Mile Dam
- Garlock Corners
- Ingham Mills
- Ingham Mills Station
- Kyser Lake
- Manheim Center
- Ransom Creek